# 雅各伯·若望·拉韋利
雅各伯·若望·拉韋利（意大利語：Diego Giovanni Ravelli，1965年11月1日—）為義大利籍天主教會的總主教，現任宗座禮儀長。

## 生平
1965年11月1日，拉韋利生於義大利的拉扎泰市，1991年6月15日晉鐸，隸屬韋萊特里-塞尼羅馬城郊教區的神父。
拉韋利於1998年加入宗座賑濟所，其後更加於2003年10月12日被委任為宗座賑濟所的所長，直至2021年10月。
2000年，拉韋利於羅馬慈幼宗座大學獲取教育學文憑，其後他於宗座聖安瑟莫學院獲取禮儀學博士學位。
拉韋利除了在宗座賑濟所工作外，他亦在宗座禮儀慶典處出任助理宗座禮節司，其後教宗本篤十六世於2006年2月15日正式委任拉韋利為宗座禮節司。
2021年10月11日，教宗方濟各委任拉韋利為宗座禮儀長兼任西斯汀小堂合唱團的團長。
2023年4月21日，教宗方濟各任命拉韋利為雷卡納蒂教區的領銜主教，並得到個人加銜的總主教榮銜，他於同年6月3日在梵蒂岡聖伯多祿大殿領受主教聖秩。
身為宗座禮儀長，拉韋利曾分別在教宗本篤十六世及教宗方濟各的殯葬禮儀中擔任禮節司。並且於2025年教宗選舉秘密會議中擔任禮節司。